# Karl-Birger Blomdahl
Karl-Birger Blomdahl (Växjö, 19 de octubre de 1916-Kungsängen, 14 de junio de 1968) fue un compositor, director de orquesta y profesor universitario sueco. 

## Biografía
Estudió en el Real Instituto de Tecnología de Estocolmo. Fue discípulo de Hilding Rosenberg. Más adelante fue profesor en la Real Academia Sueca de Música. Tuvo un gran éxito con su primera ópera, Aniara (1959), basada en un argumento de ciencia ficción. Le siguió Herr von Hancken (1962), basada en un libro de Hjalmar Bergman.

## Obras

### Óperas
- (1958) Aniara
- (1962) Herr von Hancken

### Ballet
- (1954) Sisyfos
- (1957) Minotaurus
- (1962) Spel för åtta

### Orquesta
- (1939) Danzas sinfónicas
- (1943) Sinfonía n.º 1
- (1947) Sinfonía n.º 2
- (1948) Pastoralsvit
- (1950) Sinfonía n.º 3, Facetter
- (1961) Forma Ferritonans

### Conciertos
- (1941) Concierto para viola y orquesta
- (1946) Concierto para violín y orquesta de cuerda
- (1953) Concierto de cámara para piano, vientos y percusión

### Coro
- (1951–52) I speglarnas sal

### Bandas sonoras
- (1953) Gycklarnas afton
- (1965) Så börjar livet

### Música de cámara
- (1938) Trío para viento
- (1939) Cuarteto de cuerda n.º 1
- (1945) Pequeña Suite, para fagot y piano
- (1948) Suite de danza n.º 1, para flauta, percusión y trío de cuerdas
- (1951) Suite de danza n.º 2, para clarinete, violonchelo y percusión
- (1955) Trío para clarinete, violonchelo y piano

### Canciones
- (1966) ... The Journey in This Night para soprano y orquesta de cuerda, sobre un poema de Erik Lindegren

### Música electrónica
- (1966) Altisonans